# Município de Pleasant (condado de Van Wert, Ohio)
O município de Pleasant (em inglês: Pleasant Township) é um município localizado no condado de Van Wert no estado estadounidense de Ohio. No ano de 2010 tinha uma população de 10.716 habitantes e uma densidade populacional de 112,46 pessoas por km².

## Geografia
O município de Pleasant encontra-se localizado nas coordenadas 40° 51′ 35″ N, 84° 38′ 25″ O. Segundo a Departamento do Censo dos Estados Unidos, o município tem uma superfície total de 95.28 km², da qual 94.31 km² correspondem a terra firme e (1.02%) 0.97 km² é água.

## Demografia
Segundo o censo de 2010, tinha 10.716 habitantes residindo no município de Pleasant. A densidade populacional era de 112,46 hab./km². Dos 10.716 habitantes, o município de Pleasant estava composto pelo 94.95% brancos, o 1.61% eram afroamericanos, o 0.09% eram amerindios, o 0.32% eram asiáticos, o 0.01% eram insulares do Pacífico, o 1.23% eram de outras raças e o 1.78% pertenciam a duas ou mais raças. Do total da população o 3.99% eram hispanos ou latinos de qualquer raça.